# Школа № 1582
ГБОУ 1582 (бывш. ГОУ СОШ № 565) — государственное бюджетное образовательное учреждение с углублённым изучением английского языка. Расположена в районе Чертаново Центральное города Москвы, недалеко от станций метро Южная и Пражская, рядом с парком 30-летия Победы.

## Символика гимназии
Гимназия обладает своим гербом и гимном, а также девизом «Per aspera ad astra», который в английском варианте звучит как «Via knowledge to the stars», а в русском — «Через тернии — к звездам».
В 2007 году проходил конкурс на котором были представлены проекты герба и гимна гимназии. Голосованием был выбран герб, авторами которого являются учащиеся 10 класса «А» (2007/2008 учебный год), а также был выбран гимн гимназии.

## История
- В 1970 году в Чертаново, на Кировоградской улице, была открыта школа № 565. Первым её директором стал МАКАРОВСКИЙ Анатолий Андреевич, которого безмерно любили ученики и их родители и называли «наш Макаренко». Одной из школьных традиций, созданной в первый же учебный год, стала посадка выпускниками деревьев на территории школы.
- В 1975 году в школе новый директор — АЛИМОВА С. Г., заслуженный учитель РФ.
- С 1981 года директор школы КИСЕЛЕВА Алевтина. Сергеевна., кандидат педагогических наук.
- В 1984 году был начат эксперимент по раннему изучению иностранных языков. С тех пор созданы и развиваются условия активного развивающего обучения языкам, совершенствуются программы. Постепенно сформировался знающий, высокопрофессиональный коллектив учителей кафедры иностранного языка.
- С 1988 года директором школы стала учитель русского языка и литературы, работающая в этом учебном заведении с 1971 года, ВЛАСОВА Татьяна Филипповна, руководитель высшей категории, Отличник просвещения, Заслуженный учитель РФ.
- С 1992 года наша школа — школа с углубленным изучением английского языка.
- В 1994 году в школе открываются гимназические классы.
- С 1997 года в школе открываются классы довузовской подготовки в Российскую Экономическую Академию им. Плеханова. Школа продолжает и эту традицию — сотрудничество с ведущими вузами Москвы. Сейчас, наряду с РЭА им. Плеханова, мы сотрудничаем с РГГУ, МИСИС, Московским психолого-педагогическим институтом.
- В 2002 году вместе с новым номером № 1365 школа получает статус «школа с углубленным изучением иностранного (английского) языка»
- В 2007 году мы добились получения статуса гимназии. Присвоение статуса гимназии стало большим праздником как для педагогического коллектива, так и для учащихся. Был проведен конкурс на создание герба и гимна гимназии. Общим голосованием был выбран герб, авторами которого являются учащиеся 10 класса «А» (2007/2008 учебный год). А авторами слов и музыки гимна стали родители Таран Нины — Таран Ирина Анатольевна (слова), Таран Сергей Евгеньевич (музыка).

## История Гимназии
Школа № 565 была основана в 1970 году и за всю историю существования 3 раза меняла своё наименование.
С момента открытия в 1970 году она называлась государственное образовательное учреждение средняя общеобразовательная школа № 565. В 2005 году была переименована в ГОУ СОШ № 1365 с углубленным изучением английского языка. В 2007 году школа была преобразована в ГОУ Гимназия № 1582. В 2010 году преобразована в государственное бюджетное образовательное учреждение Гимназия № 1582.